# Květnice
Květnice (en allemand : Kwietnitz) est une commune du district de Prague-Est, dans la région de Bohême-Centrale, en République tchèque. Sa population s'élevait à 1 719 habitants en 2020.

## Géographie
Květnice se trouve à 4 km au sud-ouest d'Úvaly et à 19 km à l'est-sud-est de Prague.
La commune est limitée par Prague au nord, par Dobročovice à l'est, par Sluštice au sud, et par Sibřina à l'ouest.

## Histoire
La première mention écrite de la localité date de 1352.

## Transports
Par la route, Květnice se trouve à 3,5 km d'Úvaly et à 23 km du centre de Prague.